# 서정학 (성악가)
서정학(徐廷學, Jung-Hack Seo)은 대한민국의 성악가이자, 바리톤 가수로, 리릭 바리톤, 베르디 바리톤(Lyric Bariton, Verdi Bariton)이 특징이다.

## 경력
학력
서울 대학교 졸업
커티스 음악 학교 졸업
1992년
미국 샌프란시스코 오페라 (Pacific Voices)에 출연했다.
1993년, 1996년에도 출연하고 있다.
1996년
동양인 최초의 샌프란 시스코 오페라, [메로라 그랜드 파이널] 최고의 영예인 the Schwabache Family Award을 수상한다.
뉴욕 메트로폴리탄 오페라 카운슬 우승.
"뉴욕 타임즈"등에서
- "관객을 매료시키는 강렬하고 세련된 음색으로 활기 넘치는 무대를 보여 줬다"
- "그의 미래는 빛나는 것이 될 것"
- "그의 저음은 도밍고를 방불케하는 깊이 따뜻한 울림을 갖고 있다"

라고 평가된다.
1997년
"파르 직원"을 비롯해 "로미오와 줄리엣", "보리스 고도노후", "돈 카를로"등 수많은 오페라 무대에서 칭찬을 받는다.
메트로 폴리탄 오페라, 빈 국립 오페라 극장, 베로나 등 세계 각국의 극장에서 활약.
2004년
한국 예술의 전당에서 "란메루 무어의 루치아"귀환 공연을 펼친다.
2005년
부산 APEC 회담 초청 기념 음악회, 뉴욕 카네기홀 워싱턴 케네디 센터에서 열린 "IMF 애국 음악회"에 출연.
2006년
한국 예술의 전당 "돈 카를로"
현재
현재는 한국 예술의 전당 등에서 공연과, KBS '열린 음악회'등에 출연했다.
후진의지도에 해당하며, 한국, 일본 등지에서 연주 활동을 계속하고 있다.
카테고리에 얽매이지 않고, 동양인인 자신의 음악가로의 원점을 바라보며, 한국, 일본을 거점으로 콘서트 가수로 연주 활동을 했다
2011년 8월 11일, 일본의 한국 문화원 무료 콘서트를 마지막으로 일본에서 연주 활동을 모두 종료했다.

## 일본에서의 활동
2004년 12월 19일
도코로 자와에서 교향곡 제9번으로 제 22회 연주회 출연.
2008년
3월과 5월, 갈라 콘서트에 출연 (가나가와현, 도쿄)
2009년
2월, 일본을 거점으로 한 "SEO MUSICA UNITA"(Experimental Unit) 설립. "SEO MUSICA & WINNINGRUN MUSICA"로 연주 활동을 실시한다.
일본에서의 활동에 즈음하여 이름을 SEO로한다.
2009년 시리즈 콘서트 "REINCARNAZIONE ~ 거듭날 때 ~"의 공연을 시작.
3월 6일, 서장 "잠에서"
4월 10일 긴자 왕자 홀에서 첫 장 "고백"
7월 14일 교토 콘서트홀 그레이트 홀에서 둘째 장 "이정표 그리고 사랑"
7월 17일, 긴자 왕자 홀에서 두 번째 장 "이정표 그리고 사랑"
2009년 11월 3일로 예정되어 있던 셋째 장 "사랑 열정 그리고 미래"는 시리즈의 매 장이며, 2010년에 예정되어 있던 새로운 시리즈 "METAMORPHOSE ~ 변해가시 ~" 서장.
2010년
6월 11일 (금) 2009년 3월 시작 시리즈 콘서트 "REINCARNAZIONE ~ 거듭날시 ~ 3 장"매 장 "THE ROAD TO MUSIC"Japan Bunkamura 오차드 홀에서 공연을 가졌다.
공연, 도쿄 필하모닉 오케스트라, 한국 지휘자 박상현, ARIRANG FOR SEO에서는일본의 하모니카 연주자 崎元 시조,
젊은 바이올리니스트 真部 裕 Yu Manabe 다른 사람.
8월 28일, 서울 예술의 전당에서 리사이틀 "A Breath"가 개최된다. (예술 의전당) http://www.sac.or.kr/Program/view.jsp?prog_id=15303%5B깨진+링크(과거+내용+찾기)%5D
2010년 12월 24일 "SEO meets CHO"(한국 요리 연구 원장) with Yu Manabe Strings 의 궁정 요리의 SEO MUSICA UNITA K - Classics 크리스마스 디너 콘서트 with Yu Manabe Strings 호텔 오쿠라 TOKYO Orchard 룸에서 열렸다.
2011년
8월 12일 "한일음악교류회 「SEO(세오) 만남 HUE(휴) with Yu Manabe Strings & Takuro Iga" 주일 한국 대사관 대한민국 문화원 한마당홀 주최: SEO MUSICA UNITA & WINNINGRUN MUSICA(WINNINGRUN Co., Ltd.) 공동 주최: 주일 한국 대사관 대한민국 문화원
8월 12일 일본 한정반 첫 단독 CD (일본 제작) "A Breath ~ 숨 ~"와 "Hymne à l' amour - 사랑의 찬가 -"릴리스 Excutive Producer Ikuko SAKAMOTO (WINNINGRUN MUSICA)

■이 콘서트를 마지막으로 한국에서의 지역 활동에 전념하기 위해일본에서 SEOMUSICAUNITA 활동은 종료했다.